# تابو (مسلسل)
تابو هو مسلسل دراما بريطاني من إنتاج قناتي إف إكس وبي بي سي وان. عُرض المسلسل لأول مرة في المملكة المتحدة على قناة بي بي سي وان بتاريخ 7 يناير 2017 ثم عرض في الولايات المتحدة على إف إكس بتاريخ 10 يناير 2017. وتم تجديده لموسم ثان في مارس 2017.

## طاقم التمثيل

### الشخصيات الرئيسية
- توم هاردي بدور جيمس ديلايني.
- أونا تشابلن بدور زيلفا غيري.
- مارك جاتس بدور الأمير ريجنت.
- جوناثان برايس بدور السير ستيورات ستراينج.
- ميخائيل كيلي بدور الطبيب إدغار دامبرتون.

## روابط خارجية
- تابو على موقع IMDb (الإنجليزية)
- تابو على موقع ميتاكريتيك (الإنجليزية)
- تابو على موقع روتن توميتوز (الإنجليزية)
- تابو على موقع أول موفي (الإنجليزية)
- تابو على موقع فيلمافينيتي (الإسبانية)
- تابو على موقع كينوبويسك (الروسية)
- تابو على موقع ألو سيني (الفرنسية)
- تابو على موقع قاعدة بيانات الفيلم (الإنجليزية)